# Hayes River (Back River)
Der Hayes River ist ein 332 km langer rechter Nebenfluss des Back River im kanadischen Territorium Nunavut.

## Flusslauf
Der Hayes River hat seinen Ursprung in einem namenlosen 330 m hoch gelegenen See, 80 km nördlich der Westspitze der Wager Bay. Von dort fließt er etwa 250 km in nordwestlicher Richtung. Danach wendet er sich nach Südwesten und trifft nach weiteren 82 km auf den Back River, unmittelbar vor dessen Mündung in das Chantrey Inlet. Der Hayes River durchfließt eine vom Kanadischen Schild geprägte Tundralandschaft auf Höhe des Polarkreises.

## Hydrologie
Der mittlere Abfluss (MQ) des Hayes River 96 km oberhalb der Mündung beträgt 128 m³/s (Messzeitraum 1971–1992). Der Fluss führt in den Monaten Juni und Juli die größten Wassermengen, mit mittleren monatlichen Abflüssen von 522	und 586 m³/s.